# Psephotellus
Psephotellus (лат.) — род птиц из семейства Psittaculidae. Ранее представителей этого рода относили к роду Psephotus.

## Внешний вид
Характерными чертами этих попугаев является ступенчатый длинный хвост, который длиннее крыла. Первое маховое перо короче других, концы крыльев чуть сужены. Рулевые перья могут быть суженными и не суженными, на надклювье нет выреза.

## Распространение
Обитают в Австралии.

## Классификация
Международный союз орнитологов включает в род 4 вида:
- Psephotellus chrysopterygius (Gould, 1858) — Золотоплечий плоскохвостый попугай
- Psephotellus dissimilis (Collett, 1898)
- † Psephotellus pulcherrimus (Gould, 1845) — Райский плоскохвостый попугай
- Psephotellus varius (A. H. Clark, 1910) — Разноцветный плоскохвостый попугай